# Granada en los Juegos Paralímpicos de Tokio 2020
Granada estuvo representada en los Juegos Paralímpicos de Tokio 2020 por dos deportistas femeninas. El equipo paralímpico granadino no obtuvo ninguna medalla en estos Juegos.